# Phylloxylon phillipsonii
Phylloxylon phillipsonii là một loài loài thực vật họ Đậu (Fabaceae).
Loài này chỉ có ở Madagascar.